# Von Dahlheim
von Dahlheim en adlig ätt av tyskt ursprung.  Släkten är framför allt känd för att vara militärer. Den ursprungliga stavningen var von Thalheim (tyskt) därefter von Dahlheim (svenskt). Ätten härstammar av en adlig ätt från huset Thalheim i Schwaben. Den svenska adelsätten utslocknade 1805.
Baltzar von Dahlheim tjänstgjorde i svenska armén och stupade i slaget vid Lützen. Hans son Gregor von Dahlheim tjänstgjorde även han i svenska armén men övergick efter Westfaliska freden i Sachsisk tjänst. Hans son Baltzar von Dahlheim (1669-1756) adlades 1711 och introducerades 1719 på svenska riddarhuset som ätt nummer 1 449.